# Во-ан-Бюже
Во-ан-Бюже́ (фр. Blyes) — коммуна во Франции, находится в регионе Рона — Альпы. Департамент — Эн. Входит в состав кантона Ланьё. Округ коммуны — Белле.
Код INSEE коммуны — 01431.

## География
Коммуна расположена приблизительно в 400 км к юго-востоку от Парижа, в 45 км северо-восточнее Лиона, в 33 км к югу от Бурк-ан-Бреса.
Юго-восточная часть территории коммуны покрыта лесами.

## Климат
Климат полуконтинентальный с холодной зимой и тёплым летом. Дожди бывают нечасто, в основном летом.

## Население
Население коммуны на 2010 год составляло 1169 человек.
| 1962 | 1968 | 1975 | 1982 | 1990 | 1999 | 2010 |
| ---- | ---- | ---- | ---- | ---- | ---- | ---- |
| 687  | 738  | 762  | 798  | 881  | 1003 | 1169 |

## Администрация
| Период | Период | Фамилия      | Партия | Примечания |
| ------ | ------ | ------------ | ------ | ---------- |
| 1995   | 2001   | Эрик Жильбер |        |            |
| 2001   | 2014   | Юбер Шане    |        |            |

## Экономика
В 2010 году среди 747 человек трудоспособного возраста (15—64 лет) 588 были экономически активными, 159 — неактивными (показатель активности — 78,7 %, в 1999 году было 73,4 %). Из 588 активных жителей работали 549 человек (303 мужчины и 246 женщин), безработных было 39 (18 мужчин и 21 женщина). Среди 159 неактивных 42 человека были учениками или студентами, 74 — пенсионерами, 43 были неактивными по другим причинам.

## Города-побратимы
- Редавалле (Италия)